# Fluperlapin
Fluperlapin (NB 106-689, fluoroperlapin) je triciklični atipični antipsihotik sa dodatnim antidepresivnim i sedativnim dejstvom. On je sintetisan 1979. Studiran je na životinjama i ljudima od 1984. Mada je pokazao efikasnost u tretmanu mnoštva oboljenja, uključujući šizofreniju, psihozu usled Parkinsonove bolest, depresiju, i distoniju, on nije plasiran na tržište.

## Literatura
- Ganellin, C. R.; Triggle, D. J.; Macdonald, F. (1997). Dictionary of pharmacological agents. CRC Press. стр. 916. ISBN 978-0-412-46630-4. Приступљено 15. 9. 2011.